# Итинерар
Итинерар или итинераријум (лат. itinerarium) од латинске речи лат. iter (пут) је путна карта са описима саобраћајница, из периодаа Римског царства. На итинерару су приказивана насеља (станице) и њихова међусобну удаљеност у римским миљама. Итинерари су коришћени у разне сврхе, пре свега у војне, затим трговачке, путничке и поштанске.

## Намена и историјат
Итинерари су као војне карте, путне мапе или „туристички водичи“, коришћени у периоду Римског царства у разне сврхе, пре свега војне, затим трговачке, путничке и поштанске.
Комбиноване топографске мапе и војне и друмске карте постојале су и чуване су као посебна категорија у неким римским библиотекама. Како су биле скупе, гломазне и тешке за копирање оне нису били у општој употреби. Путници који су желели да планирају путовање а војсковође походе, користили су итинераре, који су у свом најосновнијем облику били поједностављна мапа градова и општина дуж одређеног путу, са уписним раздаљинама између њих.
Тако су од стране бројних непознатих аутора у Римском царству настали итинерари који су били не само практични за употребу већ и једноставни за умножавање јер су били у облику свитка или 5-6 посебних листова на којима су шематизован приказивани путеви и њихови огранци, више или мање паралелно, као нпр. у Појтингеровој табли. Из ових листова или свитака, делови мапе су могли јефтино и лако да се копирају и продају на улицама, као нпр. данас туристичке мапе.
Римски владари су с времена на време тражили од мајстора да изврше исправке на итинерерима. Први аутори познатих итинерара ангажовани су у 44. п. н. е. од стране Јулије Цезар и Марка Антонија. Три грчка географа, Зенодокус, Теодот и Поликлитус, били су плаћени да проуче дотадашње мапе и саставе главни итинерер у Риму. Њима је било потребно преко 25 година мукотрпног рада, да уз анагажовање каменорезаца и мајстора гравира изграде итинерер који је био постављена у близини Пантеона. Путници пре путовања и продавци итинерера тако су могли слободно да са њега израђују копије.

## Врсте
У литератури се најчешће помињу следеће врсте итинерара:
Итинерарија аднотата
Итинерарија аднотата и итинерарија скрипта (лат. itineraria adnotata и itineraria scripta) чине прву групу итинерара, које карактерише списак имена станица на јавним путевима и раздаљине између њих, а изворно су придодавани и подаци о коначиштима, царинама итд.
Посебна врста итинерара је итинераријум Гатиатанум (лат. Itinerarium Gaditanum), који се према садржају може уврстити у лат. itineraria scripta. Ради се о четири сребрна пехара у облику миљоказа, са натписима који носе податке о станицама и њиховој међусобној удаљености на путу од Гадира (Гадеса, Кадиза), у југозападној Хиспанији, до Рима. Откривени су надомак села Викарело у Етрурији и потичу из прве деценије 4. века после Христа.
Итинерарија пикта
Друга врста итинерара је итинерарија пикта (лат. itineraria picta или итинерар у облику приказа на картама. Текстуално или неким цртежом на овим итинерарима су представљена одморишта, мања или већа насеља, бање и коначишта на главним римским цестама и њихове међусобне раздаљине. Недостаје детаљнији опис конфигурације терена и физичких елемената рељефа. Крајње оскудно наводе се мора, планински предели, шуме, пустиње итд.
Итинераријум маритијум
Итинерарија маритијум (лат. Itinerarium maritimum), је врста итинерара који сведочи о прекоморским рутама.
Итинераријум провинцијарум
Итинераријум провинцијарум (лат. Itinerarium provinciarum), је итинерар који се искључиво односи на сувоземне путеве у римским провинцијама.

## Најзначајнији итинерари у Римском царству
За територију Римског царства најзначајни итинерари су је Појтингерова табла (лат. Tabula Peutingeriana), Антонинов итинерар (лат. Itinerarium Antonini) Равенатова космографија (лат. Ravennatis anonymi cosmographia—Anonymi Ravennatis) и Итинераријум Хијеросолимитанум(лат. Itinerarium Hierosolymitanum).

### Појтингерова табла
Појтингерова табла (лат. Tabula Peutingeriana) према Лукијану Босију, је итинераријум пиктум (лат. itinerarium pictum), која је временом допуњаван и усклађивана са развојем путне мреже и политичким приликама у Римском царству. Треба посебно истаћи да се не ради о прецизној географској карти, већ о мапи путева, на којој, све што није било од пресудног значаја за путнике описивано је крајње оскудно (мора, планински предели, шуме, пустиње). Тако да Појтингерова табла није географска мапа са јасним пропорцијама у односу на стварну конфигурацију терена и физичке елементе, већ једноставне карте која је приказивала систем римских саобраћајница, са значајнијим центрима и одмориштима без детаљнијих описа географских одлика. Текстуално или неким цртежом представљена су одморишта, мања или већа насеља, коначишта и бање (које су биле од посебног значаја уморним путницима и биле су означене четвртастим знацима). Мапом је било визуелно било покривено више од
200.000 km путева. Посебан значај имала су одређена подручја као нпр. подручје града Рима и данашње Италије која су заузимало пет
сегмената (од II до VI).
Према мишљењу истраживача сматра се да је до њеног открића мапа претрпела три главне измене:
- Прва потиче из периода Августа (и повезана је са реконструкцијом лат. cursus publicus),
- Друга из периода династије Севера (и повезана је са реорганизацијом претходног Августовог поштанског система).
- Трећа измена се везује за период од 4. века, када су, у складу са ширењем хришћанства, уношени нови елементи, све до времена настанка данашње средњовековне копије која се чува у Бечу.

| „ | Облик мапе је издужени правоугаоник, који ствара озбиљну деформацију Римског царства, сабијајући раздаљине од севера ка југу и неприродно и неоправдано од истока ка западу продужава карту. Карта је сачињена у шест боја; црна, црвена, зелена, жуте, плаве, и ружичаста. Табла приказује и област изван граница Римског царства на истоку, али су због губитка оригинала, о њима различита размишљања. | ” |

Важан историјски и географски рад који је данас познат као „Појтингеров сто” је средњовековна копија оригиналне римске карте која је сечена на неколико комада, можда негде током кризног доба, за вредни пергамент који се поново користио. Нажалост, део који садржи детаље о већини британских острва је изгубљен, најзападнији део који је „преживео”, међутим, показује и неколико градова у југоистоку Енглеске. Карта приказује ове градове као мала искошене иконе, зграде, са именом града штампаног у његовој близини. Растојања између сваког града су такође наведени на мапи у римским бројевима између градских икона. Британски део овог документа је приказан на десној страни.
Данашња верзија ове римске мапе, настала је највероватнаије 1265. од стране монаха Колмар (Алзас) на 12 листова пергамента. Једанаест листова је изложено у Националној библиотеци у Бечу. Мапа је димензије 6,82 х 0,34. метара.
Копију мапе је пронашао Конрад Целтис око 1494, и завештао је 1507. свом пријатељу Конраду Појтингеру (1465—1547) по коме је касниоје она добила име.

### Антонинов итинерар
Антонинов итинерар (лат. Itinerarium Antonini-Antonini Augusti itineraria provinciarum et maritimum) је путна мапа највероватније настала у време Јулија Цезара.
Прерађен је у садашњој форми у 3. или 4. веку, од стране непознатиог аутора. То се вероватно догодило у првим годинама владавине Диоклецијана. Итинерар доноси списак значајних станица и њихова међусобна растојања изражена, као и у другим итинерарима, у римским миљама.
Документ је подељен на два дела:
- Први део, који је најзначајнији, носи назив лат. Itinerarium provinciarum и односи се на сувоземне путеве кроз Римске провинције.
- Други део, под називом лат. Itinerarium maritimum, сведочи о Римским прекоморским рутама.

### Равенатова космографија
Равенатова космографија је итинерар настао око 700. године после Христа, од стране непознатог монах у манастиру у Равена на Јадранској (источној) обали Италије, који је саставио списак свих градова и путева-станица широм Римског царства; овај важан историјски документ је од тада постао познат под називом (лат. Ravennatis anonymi cosmographia—Anonymi Ravennatis).
На Равенатовој космографији унет је списак више од 5.300 насеља, градова, путева, станица, мочвара и приближно 300 река. Мора су приказана са најзначајнијим острвима.
Неки извори, које помиње непознати аутор итинерара, плод су легенди или фикција, и чини се да је он у изради овог итинерара примарно користио податке са Појтингерове табле или неких сличних докумената.
За прикупљање информација аутору је могла да послужи, нпр, Птолемејева географија, а сам аутор помиње и готске научнике Атханарида, Хелдебалда и Маркомира.

### Итинераријум Хијеросолимитанум (Бурдигаленсе)
Итинераријум Хијеросолимитанум (лат. Itinerarium Hierosolymitanum), познат и под називом (лат. Itinerarium Burdigalense) је најранији итинерар намењен путовањима хришћанских ходочасника у Свету земљу. Ова путовање су започета 333. године, када су Флавијус Далмацијус и Домицијус Зенофилус истовремено били конзули. Аутор итинерара није познат, али се према истраживањима претпоставља да је он био пореклом из данашњег Бордоа у Француској, одакле итинерар и почиње.
Оригиналан латински текст исписан је у сажетој и једноставној форми, што је карактеристично за римске итинераре. Он првенствно садржи списак станица, са удаљеностима у римским миљама између њих. Станице су подељене у неколико категорија: градови, коначишта и места за промену коња. У овим местима (саницама) путник је могао да проведе извесно време, нахрани или само замени коње, обедује одмори се, и продужи своје путовање даље.
Пролазећи кроз Медиоланум (Милано) и Сирмијум (Сремска Митровица), пут је стизао у Константинопољ, а затим, преко Азије, у Палестину у Јерусалим.
Последњи сегмент итинерара започиње у Хераклеји на Хелеспонту и пролазећи кроз Рим поново води до Медиоланума (Милана),
Аутор у ретким коментарима на итинерару показује извесна историјска и филозофска интересовања, како би непознати ходочасник када ступи на тло Свете земље, приметно већу пажњу поклањао јеврејским и хришћанским споменицима.
| „ | Како је путовао у време након владавине Константина Великог, аутор итинерара био је и сведок настанка првих царских базилика у Палестини, а нарочито у самом Јерусалиму, надомак Светога гроба и на врху Маслинове горе, затим у Витлејему и Мамри (лат. Terebintus). Зато су се многе хришћанске традиције које се на овом итинерару први пут помињу задржале све до данашњих дана. | ” |

### Александријски итинераријум
Александријски итинераријум (лат. Itinerarium Alexandri), који је посвећен римском цару Констанције II, описује Александра Великог (356. п. н. е. — 323. п. н. е) и његове освајачке походе и пут преко Персијског царства. Књига садржи опис Александровог живота, од његовог доласка на македонски престо, и његова освајања у Индији.
Садржај текста у великој мери ослања се на Адријаново дело „Освајања Александра Великог” и има сличности са Александридом, романом о Александру Великом.
Аутор итинерариума није познат, а претпоставља се да је настао 340. п. н. е. највероватније од стране Јулијуса Валерија, који је написао и лат. Res gestae Alexandri Macedonis.

### Егеријин итинераријум
Егеријин итинераријум (лат. Itinerarium Egeriae), познат и као Егеријина путовања један је од најстаријих документованих записа о путовањима хришћанским ходочасника, који су посећивали најважније дестинације ходочашћа у источном Медитерану. Итинерариум је написла Етерија или Егерија (лат. Aetheria ili Egeria) монахињаа (можда игуманија) једног манастира у северозападној Хиспанији или у Јужној Француској, између 381. и 384. године. У њему је она описала своја путовања у света места (лат. Peregrinatio ad Loca Sancta).
Егерија се у својим записима обраћа „сестрама”, из самостана, тј. женама из њене духовне заједнице у завичају, што наводи на чињеницу да је највероватније била монахиња. Али је исто тако вероватно да Егерија термин „сестре” за обраћање и својим другим хришћанске познаницима, које су јој омогућили тако дуг и скуп пут. Њено образовања указује и на то да је пореклом из средње или више (богатије) класе. Ово додатно потврђује и њен велико интересовање за објекте и споменика повезане са историјским наслеђем али и са хришћанском религијом.
Егерија је путовала од Јерусалима до Синаја, потом натраг кроз земљу Гошен, даље до Невске горе и до Месопотамије. У повратку кретала се преко Тарса и Халкедона до Цаиграда. У првом делу текста Егерија описује пут од приласка синајској гори до Цариграда. Успут је направила излете до Невске горе (у данашњем Јордану) и до мартирија Свете Текле. У другом делу текста детаљно је описано богослужење и обележавање празника из црквеног календара у Јерусалиму, мада је свој пут заправо и почела трогодишњим боравком у Јерусалиму и његовој околини. На повратку у Цариград планирала је да посети и Ефес.
Овај спис даје и детаљан приказ богослужења у Палестини у 4. века, што је важно за историју литургије. У време Егеријине посете литургијска година је управо почињала.

### Итинераријум Гадитанум
Итинераријум Гадитанум (лат. Itinerarium Gaditanum), су четири сребрна пехара цилиндричног облика на којима угравирана (са спољашње стране) натписима који носе податке о успутним станицама и њиховој међусобној удаљености на путу од Гада (Гадеса, Кадиза), у југозападној Хиспанији, до Рима.
Пехари су високе од 95 до 115 cm, и у облику су четири округле чаше, на којима су угравиране 104 успутне станица између Гада и Рима на укупном растојању од 1.840 римских миља (2723,2 km).
Итинерари су откривени 1852. године, када је срушена старо купатило надомак села Викарело у Етрурији, да би се на том месту изградило модерније. Они су пронађени у једној од пукотина у стени из које је текла топла вода са извора, заједно са другим артефактима (око 5.000 кованица новца у бронзи, 34 посуде (3 златне, 25 сребрих, 12 бронзаних), и разни метални предмети, бронзана статуа итд).
Ови артефакти из Викарела, укључујући и сребрне пехаре, чувају се у римском Националном музеју, док је део нумизматике збирке изложен у музеју у Ватикану. Сматра се да је највероватније један део нумизматичке збирке украдени у време њеног открића.

## Подручје Србије на итинерарима
Најважнији извор података за подручје Дарданије, на чијој територији се налази данашња Србија представља итинерар Појтингерова табла.